# Pseudoseisura unirufa
A Pseudoseisura unirufa a madarak (Aves) osztályának verébalakúak (Passeriformes) rendjébe és a fazekasmadár-félék (Furnariidae) családjába tartozó faj.

## Rendszerezése
A fajt Alcide d’Orbigny és Frédéric de Lafresnaye írták le 1838-ban, az Anabates nembe Anabates unirufus néven.

## Előfordulása
Dél-Amerika középső részén, Bolívia, Brazília és Paraguay területén honos. Természetes élőhelyei a szubtrópusi és trópusi síkvidéki esőerdők és szavannák, valamint vizes területek és városias környezet.

## Megjelenése
Testhossza 20-21 centiméter, testtömege 42-57 gramm.
|  |

## Életmódja
Valószínűleg ízeltlábúakkal, gyümölcsökkel és magvakkal táplálkozik.

## Természetvédelmi helyzete
Az elterjedési területe nagy, egyedszáma pedig stabil. A Természetvédelmi Világszövetség Vörös listáján nem veszélyeztetett fajként szerepel.

## Külső hivatkozások
- Képek az interneten a fajról
- Xeno-canto.org - elterjedése